# Buczyniec (Pasłęk)
Buczyniec (polnisch auch: Pochylnia Buczyniec, deutsch Buchwalde (Geneigte Ebene Nr. 1)) ist ein Ort in der polnischen Woiwodschaft Ermland-Masuren. Er gehört zur Gmina Pasłęk (Stadt-und-Land-Gemeinde Preußisch Holland) im Powiat Elbląski (Kreis Elbing).

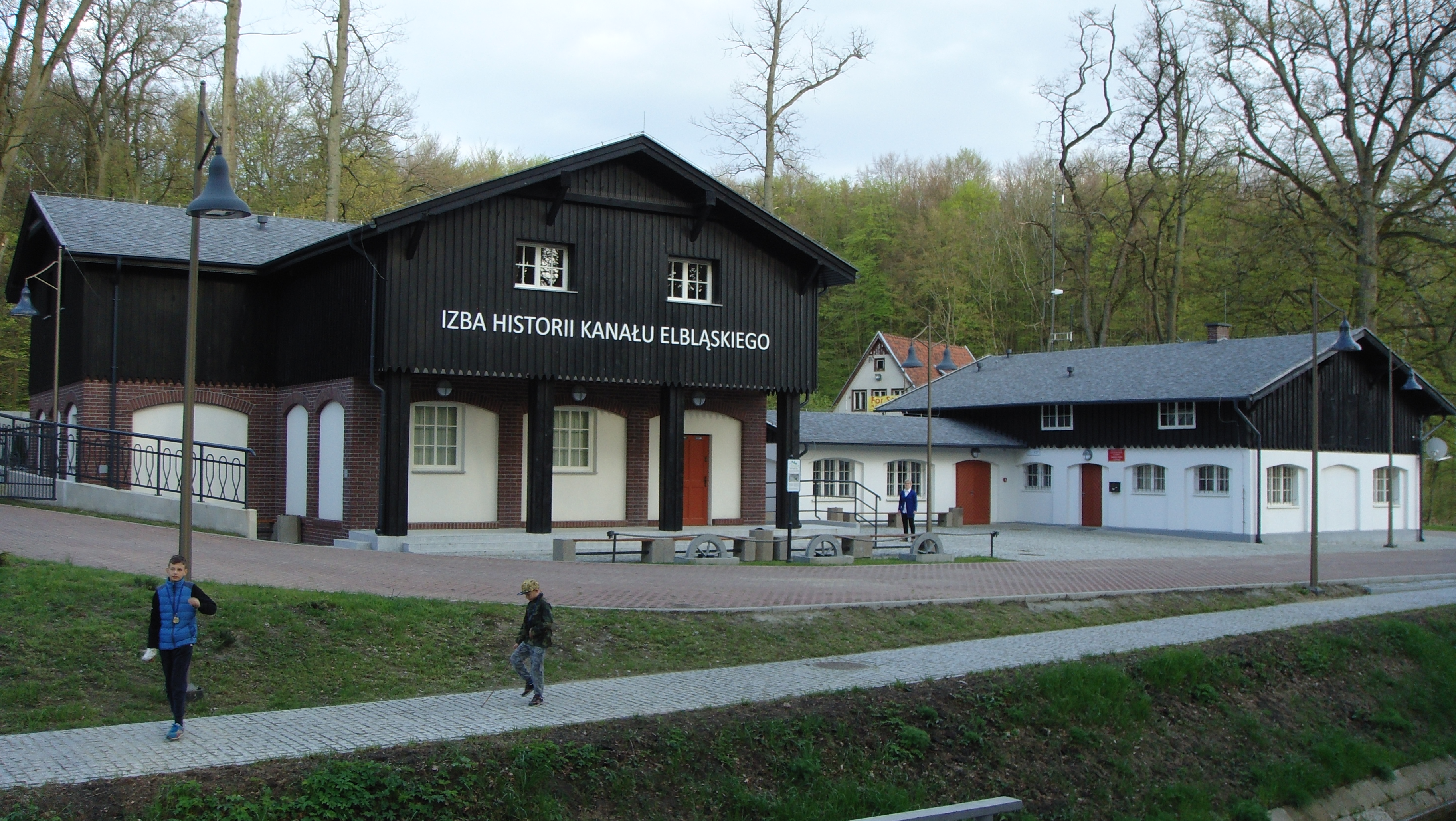
Museumsstube Oberländischer Kanal (Kanał Ebląski)

## Geographische Lage
Buczyniec liegt auf der Ostseite des Oberländischen Kanals (polnisch Kanał Elbląski) im nördlichen Westen der Woiwodschaft Ermland-Masuren, zehn Kilometer südlich der früheren Kreisstadt Preußisch Holland (polnisch Pasłęk) bzw. 23 Kilometer südöstlich der heutigen Kreismetropole Elbląg (deutsch Elbing).

## Geschichte
Nach Abschluss der Bauarbeiten des Oberländischen Kanals wurde 1860 der neu entstandene Ort Geneigte Ebene Nr. 1 (Buchwalde) in den Gutsbezirk Buchwalde (Forst) eingegliedert, der nur 1 Kilometer südöstlich von der Landgemeinde Buchwalde (Dorf) entfernt lag. Der Forstgutsbezirk Buchwalde kam 1874 zum neu errichteten Amtsbezirk Reichenbach (polnisch Rychliki) im ostpreußischen Kreis Preußisch Holland. Im Jahre 1910 belief sich die Zahl der Einwohner der Geneigten Ebene Nr. 1 (Buchwalde) auf zwölf.
Am 30. September 1928 verlor der Forstgutsbezirk Buchwalde seine Eigenständigkeit und wurde mit dem Ortsteil Geneigte Ebene Nr. 1 (Buchwalde) in die Landgemeinde Buchwalde eingegliedert, deren Wohnplatz die Geneigte Ebene nun wurde.
Mit der Abtretung des gesamten südlichen Ostpreußen 1945 in Kriegsfolge an Polen erhielt die Geneigte Ebene Nr. 1 (Buchwalde) die polnische Namensform „Buczyniec“. Aufgrund wohl seiner östlichen Uferlage am Oberländischen Kanals wurde die Osada (= „Siedlung“) Buczyniec nicht in die westlich des Kanals gelegene Gmina Rychliki (Gemeinde Reichenbach) eingemeindet, sondern in die Gmina Pasłęk (Stadt-und-Land-Gemeinde Preußisch Holland). Sie gehört zum Powiat Elbląski (Kreis Elbing), von 1975 bis 1998 der Woiwodschaft Elbląg, seither der Woiwodschaft Ermland-Masuren zugehörig.
Geneigte Ebene

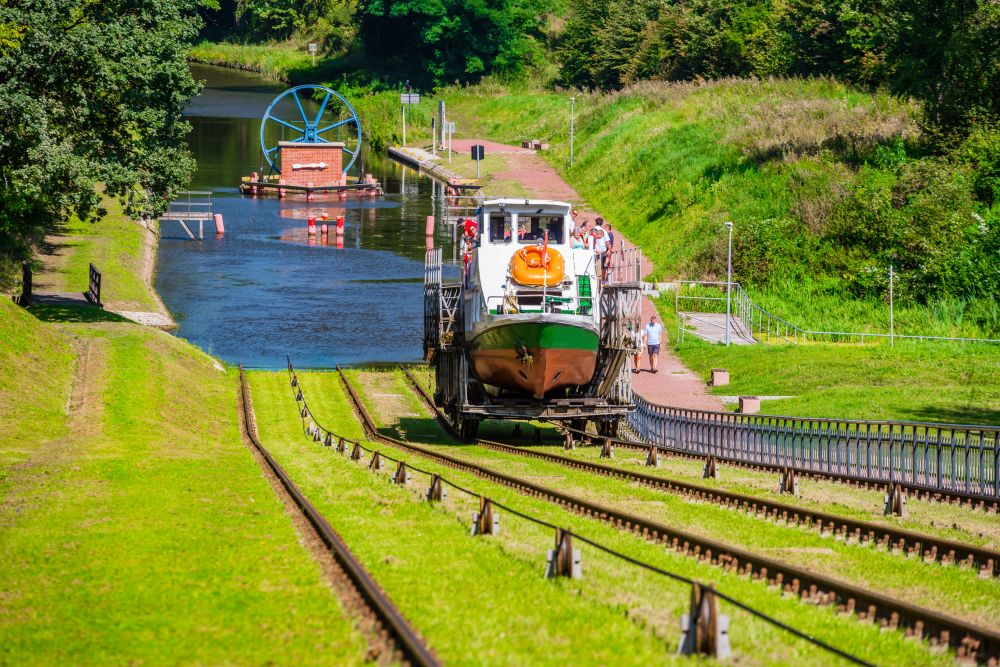
Schiff auf einem Transportwagen am Rollberg

Unter einer Geneigten Ebene versteht man eine Art Schiffshebewerk im Oberländischen Kanal (Kanał Elbląski). Zwischen Ostróda (Osterode) und Elbląg (Elbing) werden Schiffe über fünf Rollberge auf Schienen über einen Höhenunterschied von 100 Metern transportiert. Der Bau der Geneigten Ebene Nr. 1 (Buchwalde) war 1860 beendet. Sie misst eine Höhe von 21,5 Metern auf einer Länge von 550 Metern, die Distanz zur nächsten Ebene beträgt 2,1 Kilometer.

## Religion
Die Geneigte Ebene Nr. 1 (Buchwalde) war bis 1945 in die evangelische Kirche Reichenbach (Rychliki) in der Kirchenprovinz Ostpreußen der Kirche der Altpreußischen Union eingegliedert, außerdem in die römisch-katholische Pfarrei St. Josef in der Stadt Preußisch Holland (Pasłęk). Heute gehört Buczyniec (auch: Pochylnia Buczyniec) zur evangelischen St.-Georgs-Kirche Pasłęk in der Diözese Masuren der Evangelisch-Augsburgischen Kirche in Polen bzw. zur katholischen Pfarrkirche in Rychliki im Bistum Elbląg.

## Verkehr
Buczyniec liegt im Westen der Woiwodschaftsstraße 526 und ist über den Abzweig zwischen Kąty (Kanthen) und Dziśnity (Dosnitten) auf direktem Wege erreichbar. Nördlich der Siedlung befindet sich ein Campingplatz.
Die nächste Bahnstation ist Zielonka Pasłęcka (Grünhagen). Sie liegt an der Polnischen Staatsbahn (PKP)-Bahnlinie 22O: Olsztyn–Bogaczewo.